# Jonne Halttunen
Jonne Halttunen (Jyväskylä, 13 dicembre 1985) è un copilota di rally finlandese che corre per il team Toyota Gazoo Racing, vincitore di due edizioni del Campionato del mondo rally, dal 2017 gareggia in coppia con Kalle Rovanperä.

## Carriera
Halttunen debutta come co-pilota di Santeri Jokinen nel Rally di Finlandia 2011. Nei tre anni successivi partecipa ancora al Rally di Finlandia con Matias Kauppinen. Nel 2017 diventa il co -pilota del giovane finlandese Kalle Rovanperä. Nel 2019 il duo partecipano e vincono il campionato WRC 2-pro a guida della Škoda Fabia R5.
Dal 2020 i due finlandesi passano al team Toyota Gazoo Racing WRT per competere nel Campionato del mondo rally. Nel Rally d'Estonia 2021 conquistano la prima vittoria nel WRC.

## Vittorie nei rally

### Vittorie nel WRC
| #  | Evento                    | Stagione | Pilota          | Auto                          | Squadra                 |
| -- | ------------------------- | -------- | --------------- | ----------------------------- | ----------------------- |
| 1  | Rally d'Estonia           | 2021     | Kalle Rovanperä | Toyota Yaris WRC              | Toyota Gazoo Racing WRT |
| 2  | Rally dell'Acropoli       | 2021     | Kalle Rovanperä | Toyota Yaris WRC              | Toyota Gazoo Racing WRT |
| 3  | Rally di Svezia           | 2022     | Kalle Rovanperä | Toyota GR Yaris Rally1 Hybrid | Toyota Gazoo Racing WRT |
| 4  | Rally di Croazia          | 2022     | Kalle Rovanperä | Toyota GR Yaris Rally1 Hybrid | Toyota Gazoo Racing WRT |
| 5  | Rally del Portogallo      | 2022     | Kalle Rovanperä | Toyota GR Yaris Rally1 Hybrid | Toyota Gazoo Racing WRT |
| 6  | Safari rally              | 2022     | Kalle Rovanperä | Toyota GR Yaris Rally1 Hybrid | Toyota Gazoo Racing WRT |
| 7  | Rally d' Estonia          | 2022     | Kalle Rovanperä | Toyota GR Yaris Rally1 Hybrid | Toyota Gazoo Racing WRT |
| 8  | Rally della Nuova Zelanda | 2022     | Kalle Rovanperä | Toyota GR Yaris Rally1 Hybrid | Toyota Gazoo Racing WRT |
| 9  | Rally del Portogallo      | 2023     | Kalle Rovanperä | Toyota GR Yaris Rally1 Hybrid | Toyota Gazoo Racing WRT |
| 10 | Rally d'Estonia           | 2023     | Kalle Rovanperä | Toyota GR Yaris Rally1 Hybrid | Toyota Gazoo Racing WRT |
| 11 | Rally dell'Acropoli       | 2023     | Kalle Rovanperä | Toyota GR Yaris Rally1 Hybrid | Toyota Gazoo Racing WRT |
| 12 | Safari rally              | 2024     | Kalle Rovanperä | Toyota GR Yaris Rally1 Hybrid | Toyota Gazoo Racing WRT |
| 13 | Rally di Polonia          | 2024     | Kalle Rovanperä | Toyota GR Yaris Rally1 Hybrid | Toyota Gazoo Racing WRT |
| 14 | Rally Liepāja             | 2024     | Kalle Rovanperä | Toyota GR Yaris Rally1 Hybrid | Toyota Gazoo Racing WRT |
| 15 | Rally del Cile            | 2024     | Kalle Rovanperä | Toyota GR Yaris Rally1 Hybrid | Toyota Gazoo Racing WRT |
| 16 | Rally delle Isole Canarie | 2025     | Kalle Rovanperä | Toyota GR Yaris Rally1        | Toyota Gazoo Racing WRT |
| 17 | Rally di Finlandia        | 2025     | Kalle Rovanperä | Toyota GR Yaris Rally1        | Toyota Gazoo Racing WRT |

### Vittorie WRC-2 Pro
| # | Evento                 | Stagione | Pilota          | Auto               | Squadra          |
| - | ---------------------- | -------- | --------------- | ------------------ | ---------------- |
| 1 | Rally del Cile         | 2019     | Kalle Rovanperä | Škoda Fabia R5     | Škoda Motorsport |
| 2 | Rally del Portogallo   | 2019     | Kalle Rovanperä | Škoda Fabia R5 evo | Škoda Motorsport |
| 3 | Rally di Sardegna      | 2019     | Kalle Rovanperä | Škoda Fabia R5 evo | Škoda Motorsport |
| 4 | Rally di Finlandia     | 2019     | Kalle Rovanperä | Škoda Fabia R5 evo | Škoda Motorsport |
| 5 | Rally di Gran Bretagna | 2019     | Kalle Rovanperä | Škoda Fabia R5 evo | Škoda Motorsport |

### Vittorie nel WRC-2
| # | Evento                 | Stagione | Pilota          | Auto           | Squadra                  |
| - | ---------------------- | -------- | --------------- | -------------- | ------------------------ |
| 1 | Rally d'Australia      | 2017     | Kalle Rovanperä | Ford Fiesta R5 | M-Sport World Rally Team |
| 2 | Rally di Gran Bretagna | 2018     | Kalle Rovanperä | Škoda Fabia R5 | Škoda Motorsport         |
| 3 | Rally di Catalogna     | 2018     | Kalle Rovanperä | Škoda Fabia R5 | Škoda Motorsport         |

### Vittorie in altri Rally
| #  | Stagione | Campionato                       | Evento                  | Pilota          | Auto                          |
| -- | -------- | -------------------------------- | ----------------------- | --------------- | ----------------------------- |
| 1  | 2013     | Campionato europeo rally storico | Rally d'Estonia storico | Ville Silvasti  | Porsche 911 Carrera RS 3.0    |
| 2  | 2014     | -                                | Toivakka Ralli          | Mikko Pajunen   | Opel Kadett GSI 16V           |
| 3  | 2015     | Campionato finlandese            | SM Pohjanmaa Ralli      | Teemu Asunmaa   | Subaru Impreza STi            |
| 4  | 2015     | -                                | 4Vetomies               | Teemu Asunmaa   | Subaru Impreza STi R4         |
| 5  | 2016     | Campionato europeo rally storico | Rally d'Estonia Storico | Ville Silvasti  | Porsche 911 Carrera RS 3.0    |
| 6  | 2017     | Campionato finlandese            | Rally Artico            | Teemu Asunmaa   | Škoda Fabia R5                |
| 7  | 2017     | Campionato finlandese            | Tahko SM Ralli          | Teemu Asunmaa   | Škoda Fabia R5                |
| 8  | 2017     | Nuottisarja storico              | Pohjanmaa Ralli         | Teemu Asunmaa   | Škoda Fabia R5                |
| 9  | 2017     | Campionato europeo rally storico | Mecsek Rallye - Storico | Ville Silvasti  | Porsche 911 Carrera RS 3.0    |
| 10 | 2018     | Campionato finlandese            | SM Vaakuna Ralli        | Kalle Rovanperä | Škoda Fabia R5                |
| 11 | 2018     | Campionato tedesco               | AvD Sachsen-Rallye      | Kalle Rovanperä | Škoda Fabia R5                |
| 12 | 2019     | Campionato ceco                  | Rally Bohemia           | Kalle Rovanperä | Škoda Fabia Rally2 evo        |
| 13 | 2020     | Campionato finlandese            | Rally Artico            | Kalle Rovanperä | Toyota Yaris WRC              |
| 14 | 2023     | -                                | HYAcenter Ralli         | Kalle Rovanperä | Toyota GR Yaris Rally1 Hybrid |

## Palmarès
- WRC-2 Pro (2019)
- Campionato del mondo rally (2022, 2023)

## Risultati nel mondiale rally

### Risultati WRC
| 2011 | Scuderia | Vettura            |  |  |  |  |  |  |  |    |  |  |  |  |  |  |  |  | Punti | Pos. |
| ---- | -------- | ------------------ |  |  |  |  |  |  |  | -- |  |  |  |  |  |  |  |  | ----- | ---- |
| 2011 |          | Honda Civic Tipo R |  |  |  |  |  |  |  | 50 |  |  |  |  |  |  |  |  | 0     |      |

| 2012 | Scuderia | Vettura                |  |  |  |  |  |  |  |    |  |  |  |  |  |  |  |  | Punti | Pos. |
| ---- | -------- | ---------------------- |  |  |  |  |  |  |  | -- |  |  |  |  |  |  |  |  | ----- | ---- |
| 2012 |          | Subaru Impreza STi N12 |  |  |  |  |  |  |  | 24 |  |  |  |  |  |  |  |  | 0     |      |

| 2013 | Scuderia | Vettura                |  |  |  |  |  |  |  |    |  |  |  |  |  |  |  |  | Punti | Pos. |
| ---- | -------- | ---------------------- |  |  |  |  |  |  |  | -- |  |  |  |  |  |  |  |  | ----- | ---- |
| 2013 |          | Subaru Impreza STi N12 |  |  |  |  |  |  |  | 26 |  |  |  |  |  |  |  |  | 0     |      |

| 2014 | Scuderia | Vettura       |  |  |  |  |  |  |  |     |  |  |  |  |  |  |  |  | Punti | Pos. |
| ---- | -------- | ------------- |  |  |  |  |  |  |  | --- |  |  |  |  |  |  |  |  | ----- | ---- |
| 2014 |          | Citroën C2 R2 |  |  |  |  |  |  |  | Rit |  |  |  |  |  |  |  |  | 0     |      |

| 2017 | Scuderia | Vettura                       |  |  |  |  |  |  |  |  |    |  |  |    |    |  |  |  | Punti | Pos. |
| ---- | -------- | ----------------------------- |  |  |  |  |  |  |  |  | -- |  |  | -- | -- |  |  |  | ----- | ---- |
| 2017 |          | Škoda Fabia R5 Ford Fiesta R5 |  |  |  |  |  |  |  |  | 13 |  |  | 35 | 10 |  |  |  | 1     | 26º  |

| 2018 | Scuderia         | Vettura        |    |  |    |  |     |  |  |    |    |  |   |    |  |  |  |  | Punti | Pos. |
| ---- | ---------------- | -------------- | -- |  | -- |  | --- |  |  | -- | -- |  | - | -- |  |  |  |  | ----- | ---- |
| 2018 | Škoda Motorsport | Škoda Fabia R5 | 11 |  | 15 |  | Rit |  |  | 14 | 10 |  | 9 | 12 |  |  |  |  | 3     | 22º  |

| 2019 | Scuderia         | Vettura        |    |    |  |     |  |   |   |   |   |    |    |   |    |  |  |  | Punti | Pos. |
| ---- | ---------------- | -------------- | -- | -- |  | --- |  | - | - | - | - | -- | -- | - | -- |  |  |  | ----- | ---- |
| 2019 | Škoda Motorsport | Škoda Fabia R5 | 18 | 18 |  | Rit |  | 9 | 6 | 9 | 9 | 16 | 18 | 9 | 12 |  |  |  | 18    | 12º  |

| 2020 | Scuderia                | Vettura          |   |    |   |    |    |     |   |  |  |  |  |  |  |  |  |  | Punti | Pos. |
| ---- | ----------------------- | ---------------- | - | -- | - | -- | -- | --- | - |  |  |  |  |  |  |  |  |  | ----- | ---- |
| 2020 | Toyota Gazoo Racing WRT | Toyota Yaris WRC | 5 | 31 | 5 | 51 | 43 | Rit | 5 |  |  |  |  |  |  |  |  |  | 80    | 5º   |

| 2021 | Scuderia                | Vettura          |    |    |     |     |     |    |    |    |   |     |   |   |  |  |  |  | Punti | Pos. |
| ---- | ----------------------- | ---------------- | -- | -- | --- | --- | --- | -- | -- | -- | - | --- | - | - |  |  |  |  | ----- | ---- |
| 2021 | Toyota Gazoo Racing WRT | Toyota Yaris WRC | 42 | 21 | Rit | 224 | 253 | 62 | 15 | 34 | 1 | 345 | 5 | 9 |  |  |  |  | 142   | 4º   |

| 2022 | Scuderia                | Vettura                       |    |    |   |   |    |   |   |    |     |     |   |   |    |  |  |  | Punti | Pos. |
| ---- | ----------------------- | ----------------------------- | -- | -- | - | - | -- | - | - | -- | --- | --- | - | - | -- |  |  |  | ----- | ---- |
| 2022 | Toyota Gazoo Racing WRT | Toyota GR Yaris Rally1 Hybrid | 41 | 12 | 1 | 1 | 52 | 1 | 1 | 21 | 621 | 152 | 1 | 3 | 12 |  |  |  | 255   | 1º   |

| 2023 | Scuderia                | Vettura                       |    |    |   |    |   |    |   |   |     |   |    |   |   |  |  |  | Punti | Pos. |
| ---- | ----------------------- | ----------------------------- | -- | -- | - | -- | - | -- | - | - | --- | - | -- | - | - |  |  |  | ----- | ---- |
| 2023 | Toyota Gazoo Racing WRT | Toyota GR Yaris Rally1 Hybrid | 21 | 43 | 4 | 42 | 1 | 31 | 2 | 1 | Rit | 1 | 41 | 2 | 3 |  |  |  | 250   | 1º   |

| 2024 | Scuderia                | Vettura                       |  |     |    |  |     |  |    |   |     |  |    |  |  |  |  |  | Punti | Pos. |
| ---- | ----------------------- | ----------------------------- |  | --- | -- |  | --- |  | -- | - | --- |  | -- |  |  |  |  |  | ----- | ---- |
| 2024 | Toyota Gazoo Racing WRT | Toyota GR Yaris Rally1 Hybrid |  | 391 | 14 |  | 313 |  | 13 | 1 | Rit |  | 12 |  |  |  |  |  | 114   | 6º   |

| 2025 | Scuderia                | Vettura                |   |    |     |   |   |    |     |    |   |  |  |  |  |  |  |  | Punti | Pos. |
| ---- | ----------------------- | ---------------------- | - | -- | --- | - | - | -- | --- | -- | - |  |  |  |  |  |  |  | ----- | ---- |
| 2025 | Toyota Gazoo Racing WRT | Toyota GR Yaris Rally1 | 4 | 54 | Rit | 1 | 3 | 31 | 272 | 41 | 1 |  |  |  |  |  |  |  | 173   |      |

| Legenda | 1º posto | 2º posto | 3º posto | A punti | Senza punti | Ritirato | Squalificato | NP=Non partito C=Gara cancellata | Apice=Power stage |

### Risultati WRC-2 Pro
| 2019 | Scuderia         | Vettura        |   |   |  |     |  |   |   |   |   |   |   |   |   |  |  |  | Punti | Pos. |
| ---- | ---------------- | -------------- | - | - |  | --- |  | - | - | - | - | - | - | - | - |  |  |  | ----- | ---- |
| 2019 | Škoda Motorsport | Škoda Fabia R5 | 2 | 2 |  | Rit |  | 1 | 1 | 1 | 1 | 3 | 3 | 1 | 3 |  |  |  | 176   | 1º   |

| Legenda | 1º posto | 2º posto | 3º posto | A punti | Senza punti | Ritirato | Squalificato | NP=Non partito C=Gara cancellata | Apice=Power stage |

### Risultati WRC-2
| 2017 | Scuderia | Vettura        |  |  |  |  |  |  |  |  |  |  |  |    |   |  |  |  | Punti | Pos. |
| ---- | -------- | -------------- |  |  |  |  |  |  |  |  |  |  |  | -- | - |  |  |  | ----- | ---- |
| 2017 |          | Ford Fiesta R5 |  |  |  |  |  |  |  |  |  |  |  | 15 | 1 |  |  |  | 25    | 16º  |

| 2018 | Scuderia         | Vettura        |  |  |   |  |     |  |  |   |   |  |   |   |  |  |  |  | Punti | Pos. |
| ---- | ---------------- | -------------- |  |  | - |  | --- |  |  | - | - |  | - | - |  |  |  |  | ----- | ---- |
| 2018 | Škoda Motorsport | Škoda Fabia R5 |  |  | 5 |  | Rit |  |  | 4 | 2 |  | 1 | 1 |  |  |  |  | 90    | 3º   |

| Legenda | 1º posto | 2º posto | 3º posto | A punti | Senza punti | Ritirato | Squalificato | NP=Non partito C=Gara cancellata | Apice=Power stage |